# Eva Ekvall
Eva Ekvall, née Eva Mónica Anna Ekvall Johnson le 15 mars 1983 à Caracas au Venezuela et décédée le 17 décembre 2011 à Houston au Texas, est une présentatrice de télévision et mannequin vénézuelienne.

## Biographie
Elle naît, d'un père américain d'origine hungaro-suédoise qui vit au Venezuela depuis le début des années 1980 et travaille comme analyste politique, et d'une mère jamaïcaine devenue mannequin. Elle est diplômée en communications de l'Université de Santa María à Caracas.
Eva Ekvall a vécu aux États-Unis et a suivi les cours d'une école de langues l'Academia Washington à Caracas. Elle est couronnée Miss Venezuela 2000 et a été troisième dauphine au concours Miss Univers 2001; elle a été la première non chrétienne à avoir remporté le titre de Miss Venezuela[réf. nécessaire].
Elle apparait à la télévision, dans l'émission Televen Las Rottenmayer et devient mannequin pour des magazines de mode vénézuélien tels Ocean Drive et Sambil.
En février 2010, Eva apprend qu'elle a un cancer du sein. Le 17 décembre 2011, elle décède du cancer du sein à l'hôpital de Houston.
Eva a épousé le producteur de radio John Fabio Bermúdez en septembre 2007. Le couple a une fille, Miranda, née en juillet 2009.